# Yurii Mitropolskiy
Yurii Alekseevich Mitropolskiy (3 de janeiro de 1917 — 14 de junho de 2008) foi um matemático soviético e ucraniano.
Conhecido por suas contribuições ao campo de sistemas dinâmicos lineares e não-lineares. Obteve o doutorado na Universidade Estatal de Kiev, orientado por Nikolai Bogoliubov. Mitropolskiy é um dos matemáticos com o maior número de artigos publicados em colaboração com outros autores, e seu número de Erdős é 3.

## Obras selecionadas
- N. N. Bogoliubov and Y. A. Mitropolski. Asymptotic methods in the theory of non-linear oscillations. New York: Gordon and Breach, 1961 (translated from Russian).
- N. N. Bogoljubov, Ju. A. Mitropoliskii, and A. M. Samoilenko. Methods of accelerated convergence in nonlinear mechanics. New York: Springer-Verlag, 1976 (translated from Russian).
- Yu. A. Mitropolaky and A. K. Lopatin. Nonlinear mechanics, groups and symmetry. Dordrecht; Boston: Kluwer Academic Publishers, 1995. ISBN 0-7923-3339-X.
- Yu. A. Mitropolʹskii. Problems of the asymptotic theory of nonstationary vibrations. Jerusalem: Israel Program for Scientific Translations, 1965.
- Yu. A. Mitropolsky, A. M. Samoilenko, and D. I. Martinyuk. Systems of evolution equations with periodic and quasiperiodic coefficients. Dordrecht; Boston: Kluwer Academic, 1993. ISBN 0-7923-2054-9.
- Integrable dynamical systems (coauthor).